# Villapriset
Villapriset var ett svenskt arkitekturpris, som delades ut årligen 2015–2017 av Sveriges Arkitekter för ”en nyligen färdigställd villa av hög arkitektonisk kvalitet”. En plakett utdelades, som kunde fästas på huset.

## Pristagare
- 2015 – "Creek House", villa på Bjärehalvön i Skåne av Tham & Videgård Arkitekter (Bolle Tham och Martin Videgård)[4]
- 2016 – "Mölle by the Sea", villa i Mölle av Elding Oscarson Arkitekter (Jonas Elding och Johan Oscarson)[1]
- 2017 – "Villa 104", tillbyggnad av kustartilleribatteri från 1937 på Bungenäs, av Skälsö arkitekter[5]